# Montgolfière (constellation)
Pour l'aérostat, voir Montgolfière.

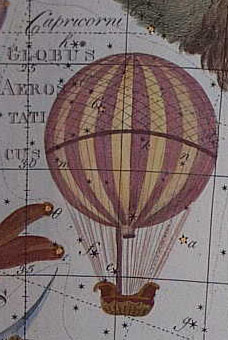
Johann Bode: Uranographia, 1801, détail, Globus Aerostaticus

La Montgolfière ou l'Aérostat (en latin : Globus Aerostaticus) était une constellation créée par Jérôme Lalande en 1798. Constituée d'étoiles peu lumineuses, elle était située à l'est de la constellation du Microscope, à proximité du Capricorne. Mentionnée dans quelques atlas, elle n'a jamais réellement été reconnue par les astronomes et est rapidement tombée en désuétude.
Son étoile la plus brillante était Epsilon Microscopii, d'une magnitude apparente de 4,71.